# Patellapis hirsuta
Patellapis hirsuta là một loài Hymenoptera trong họ Halictidae. Loài này được Pauly mô tả khoa học năm 1984.